# Biedermeier

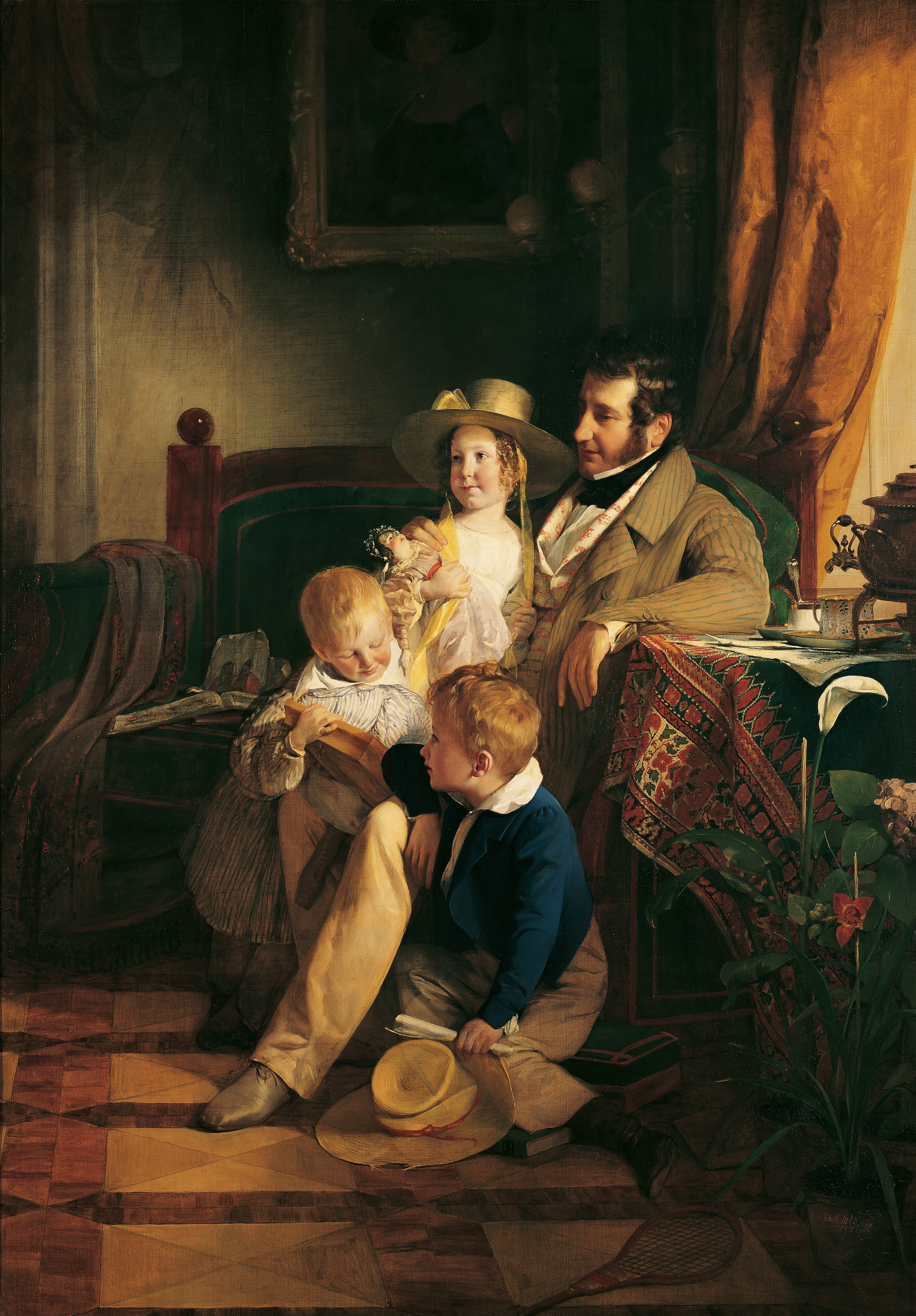
Rodinný portrét od rakouského malíře Friedricha von Amerling, 1837

Biedermeier je umělecký směr a životní styl první poloviny 19. století, typický pro měšťanskou kulturu německy mluvících zemí. Časově bývá tradičně ohraničován Vídeňským kongresem (1815) a revolucí roku 1848.
Samotné pojmenování biedermeier použil poprvé až v roce 1848 německý básník Joseph Victor von Scheffel v mnichovském humoristicko-satirickém týdeníku Fliegende Blätter ve svých básních Biedermanns Abendgemütlichkeit a Bummelmaiers Klage. Pojem vznikl tedy spojením příjmení Biedermann a Bummelmeier. Samotný základ bieder v 19. století vyznačoval něco váženého či schopného.
Biedermeier je měšťanská obdoba empíru (odtud název měšťanský empír), šlechtického stylu odvozeného z klasicismu. V reakci na romantismus, který se zdál svým duchovním vzletem přinášet jen krvavé revoluce a války, zdůrazňoval biedermeier nepatetickou věcnost, klid, umírněnost, měšťanské ctnosti a drobnou práci. Formoval především umělecké řemeslo a styl bydlení. V první polovině 19. století byla již buržoazie natolik majetná, aby si mohla pořizovat výrobky, které jí pro svou náročnost byly dříve finančně nedostupné (např. čalouněný nábytek, porcelán atd. – díky zavádění tovární výroby se náklady na jejich zhotovení snížily). Protože však příjmy měšťanů nedosahovaly takových výší, aby si mohli dovolit stavět městské domy či paláce, zůstal biedermeier především stylem užitého umění.
Již ve své době byl biedermeier napadán a odsuzován jako idyla hřbitova. Rozvíjel se v době tzv. metternichovského absolutismu, kdy byla většina občanských aktivit potlačena či kontrolována a biedermeier znamenal rovněž únik z veřejného života ke klidu u domácího krbu.

## Biedermeier v umění
Biedermeier se projevil i v umění (velmi se inspiroval právě módním romantismem), zejména v malířství (zobrazovány byly měšťanské pokoje, dvorky a zátiší) Oblíbený byl rovněž portrét, oscilující mezi zachycením individuality a reprezantativní funkcí. Společenské postavení, majetek a úspěchy ilustrovalo nákladné oblečení, šperky nebo atributy povolání. Samostatnou malířskou kategorií byla květinová zátiší kombinující květiny různých ročních období i geografického původu a sestavy cizokrajného ovoce, zachycené často na hranici iluzivní malby. Z umělců jsou s biedermeierem spojování např. básníci Annette von Droste-Hülshoff či Eduard Mörike nebo hudební skladatel Franz Schubert. K biedermeierovým dramatikům bývají řazeni Franz Grillparzer a Johann Nepomuk Nestroy.
Českým příkladem biedermeieru může být např. literární dílo Magdaleny Dobromily Rettigové, především její kuchařky, či portrétní tvorba Antonína Machka.